# ریچارد نی
ریچارد نی (انگلیسی: Richard Ney؛ ۱۲ نوامبر ۱۹۱۶ – ۱۸ ژوئیهٔ ۲۰۰۴) یک هنرپیشه اهل ایالات متحده آمریکا بود. وی بین سال‌های ۱۹۴۲ تا ۱۹۶۷ میلادی فعالیت می‌کرد.
از فیلم‌ها یا برنامه‌های تلویزیونی که وی در آن نقش داشته است می‌توان به خانم مینی‌ور اشاره کرد.

## مرگ
نی در پاسادنا، کالیفرنیا زندگی می کرد که در حین باغبانی در حیاط خانه خود بر اثر بیماری قلبی درگذشت. 